# Jasmine Paoliniová
Jasmine Paoliniová (nepřechýleně Paolini, * 4. ledna 1996 Castelnuovo di Garfagnana) je italská profesionální tenistka. Na grandslamu zvítězila v ženské čtyřhře French Open 2025. Na French Open 2024 postoupila do finále dvouhry i čtyřhry. Ze souboje o titul odešla poražena i ve dvouhře Wimbledonu 2024. Olympijské zlato vybojovala se Sarou Erraniovou ve čtyřhře pařížské olympiády 2024. 
Ve své dosavadní kariéře na okruhu WTA Tour vyhrála tři turnaje ve dvouhře, včetně Dubai Tennis Championships 2024 a Rome Masters 2025 z kategorie WTA 1000. K nim přidala devět deblových trofejí. V sérii WTA 125 triumfovala ve dvou singlových soutěžích. V rámci okruhu ITF získala devět titulů ve dvouhře a jeden ve čtyřhře.
Na žebříčku WTA byla ve dvouhře nejvýše klasifikována v říjnu 2024 na 4. místě a ve čtyřhře v červnu 2025 také na 4. místě. Trénovali ji Renzo Furlan a mezi dubnem a červencem 2025 Marc López.
V italském týmu Billie Jean King Cupu debutovala v roce 2017 druhou Světovou skupinou proti Slovensku, v níž vyhrála čtyřhru spolu s Martinou Trevisanovou po skreči soupeřek. Slovenky přesto postoupily do baráže vítězstvím 3:2 na zápasy. V roce 2024 dovedla italský výběr v roli jedničky na finálovém turnaji k zisku titulu. Do roku 2025 v soutěži nastoupila k dvaceti mezistátním utkáním s bilancí 8–8 ve dvouhře a 4–6 ve čtyřhře.
Itálii reprezentovala na Letních olympijských hrách 2024 v Paříži, kde v dvouhře startovala jako čtvrtá nasazená. Ve třetím kole nestačila na Slovenku Annu Karolínu Schmiedlovou. Do ženské čtyřhry nastoupila s Erraniovou. Olympijské zlato získaly po finálové výhře nad Mirrou Andrejevovou a Dianou Šnajderovou.

## Soukromý život
Narodila se roku 1996 v toskánském Castelnuovo di Garfagnana do rodiny Itala Uga Paoliniho a Jacqueline Gardinerové. Matka je ghansko-dánsko-polského původu. Babička z matčiny strany je Polka z Lodže, děd žijící v Kodani je napůl Ghaňan a napůl Dán. Paoliniová žije v toskánském letovisku Bagni di Lucca a trénuje ve Forte dei Marmi.

## Tenisová kariéra
V rámci hlavních soutěží událostí okruhu ITF debutovala v červnu 2011, když zasáhla do dvouhry na turnaji ve Florencii s dotací 10 tisíc dolarů. V úvodním kole podlehla druhé nasazené Slovence Zuzaně Zlochové. Premiérový titul v této úrovni tenisu vybojovala v srpnu 2013 na locrijské události s rozpočtem deset tisíc dolarů. Ve finále přehrála Francouzku Jade Suvrijnovou.
V kvalifikaci dvouhry okruhu WTA Tour debutovala na květnovém Internazionali BNL d'Italia 2015 v Římě, když jí organizátoři udělili divokou kartu do kvalifikačního turnaje. V jeho úvodu nestačila na šedesátou sedmou hráčku žebříčku Monicu Niculescuovou. Do římské čtyřhry také obdržela divokou kartu s krajankou Nastassjou Burnettovou. Italky však deklasoval ruský pár Alla Kudrjavcevová a Anastasija Pavljučenkovová. Hlavní singlovou soutěž si poprvé zahrála na červencovém Swedish Open 2017 probíhajícím na båstadské antuce. V zápase proti španělské světové třicítce Carle Suárezové Navarrové však uhrála jen jeden gem. 

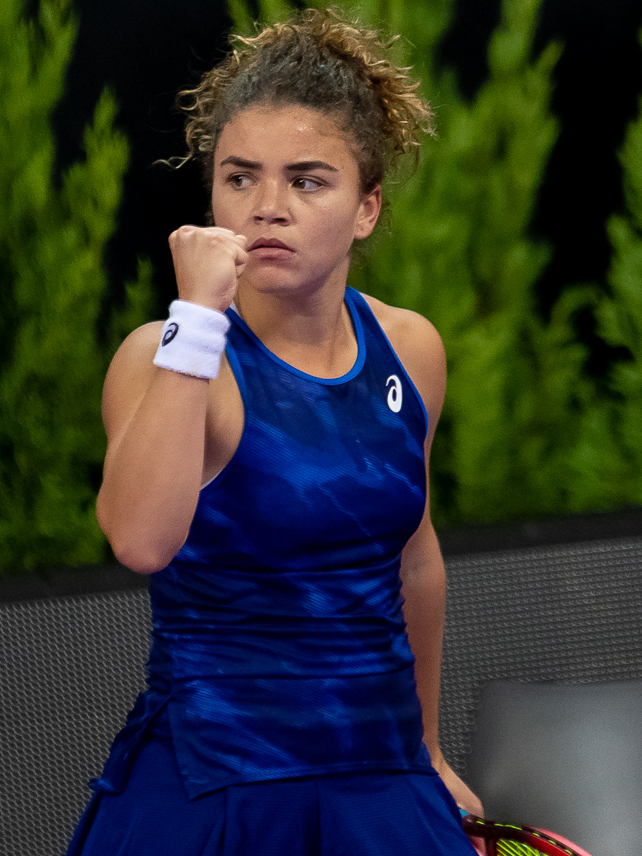
Vítězné gesto na Transylvania Open 2022

Premiérový vyhraný duel na túře WTA získala na bogotském Copa Colsanitas 2018, na němž vyřadila australskou kvalifikantku Lizette Cabrerovou. Do prvního čtvrtfinále v kariéře se probojovala ve dvaceti dvou letech na J&T Banka Prague Open 2018. Vítězstvím v úvodním kole nad třetí nasazenou Ruskou Darjou Kasatkinovou zdolala premiérově členku z elitní světové dvacítky. Následně vyřadila Slovenku Annu Karolínu Schmiedlovou. Mezi poslední osmičkou hráček ji zastavila Číňanka Čang Šuaj.
Debut v hlavní soutěži nejvyšší grandslamové kategorie přišel v ženském singlu French Open 2019 po zvládnuté tříkolové kvalifikaci, v níž na její raketě postupně dohrály Anna Zajaová, Rebecca Šramková a Allie Kiicková. V úvodním kole dvouhry jí oplatila rok starou pražskou porážku světová jedenadvacítka Darja Kasatkinová. V sezóně 2019 se probojovala do dvou čtvrtfinále, poprvé na Palermo Ladies Open, kde skončila na raketě jedničky Kiki Bertensové, a na kantonském Guangzhou International Women's Open 2019 před vyřazením od Sofie Keninové.
První titul na okruhu WTA Tour získala na zářijovém Zavarovalnica Sava Portorož 2021, kde jako nenasazená ve finále porazila třetí nasazenou hráčku Alison Riskeovou ve dvou setech. Následovala série tří finálových porážek. V závěrečném souboji klužského Transylvania Open 2022 podlehla kvalifikantce Anně Blinkovové, která ovládla třetí z pěti vzájemných duelů. Ve čtvrtfinále antukového Palermo Ladies Open 2023 vyřadila světovou jedenáctku Darju Kasatkinovou. Do finále prošla přes Saru Sorribesovou Tormovou, ale v něm nestačila na šestadvacátou hráčku žebříčku, 20letou Číňanku Čeng Čchin-wen. V osmifinále Western & Southern Open 2023 jí ve druhé sadě skrečovala světová čtyřka Jelena Rybakinová, čímž poprvé postoupila do čtvrtfinále v kategorii WTA 1000. V něm však nenašla recept na pozdější šampionku a sedmou ženu pořadí Coco Gauffovou. Z pozice nejvýše nasazené prošla do finále říjnového Jasmin Open Monastir 2023, jediného afrického turnaje na túře WTA. V něm prohrála s belgickou turnajovou dvojkou a obhájkyní titulu Elise Mertensovou, když získala jen tři gamy.

### 2024: Olympijská vítězka ve čtyřhře, finalistka French Open i Wimbledonu a průlom do Top 10

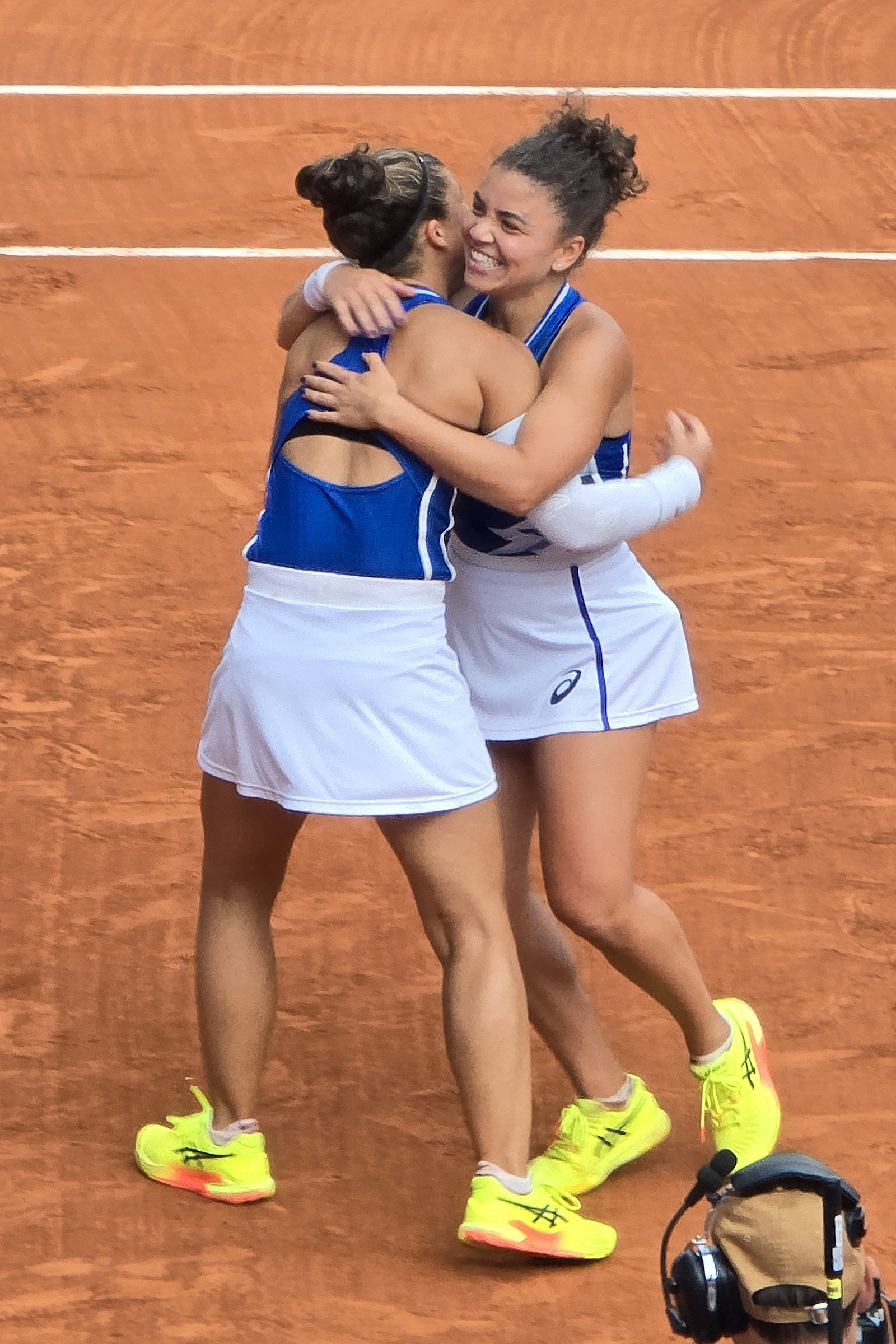
Se Sarou Erraniovou (vlevo) po zisku olympijského zlata ze čtyřhry pařížských her 2024

Na Australian Open poprvé prošla do druhého týdne grandslamu. Úvodními třemi zápasy proti Šnajderové, Mariové a Blinkovové prošla bez ztráty setu. V osmifinále pak dohrála na raketě sedmdesáté páté hráčky žebříčku Anny Kalinské. Té lednovou porážku oplatila o měsíc později ve finále Dubai Tennis Championships 2024. Cestou za druhým kariérním titulem vyřadila světovou čtrnáctku Beatriz Haddad Maiovou, třiatřicítku Leylah Fernandezovou, jedenáctku Marii Sakkariovou a do čtvrtfinále nenastoupila její soupeřka Rybakinová. Po semifinálové výhře nad dvaadvacátou ženou klasifikace Soranou Cîrsteaovou zvládla i závěrečné klání proti kvalifikantce Kalinské. Přes ztrátu první sady otočila průběh té druhé i třetí, v nichž jako první vždy ztratila servis. Po Pennettaové a Giorgiové se stala třetí italskou šampionkou v kategorii WTA 1000. Po skončení debutovala ve světové dvacítce.
První grandslamová finále si zahrála na French Open 2024. V pařížské dvouhře startovala jako světová patnáctka. Po výhrách nad Darjou Savilleovou, šťastnou poraženou Hailey Baptisteovou a Biancou Andreescuovou hrající na divokou kartu, vyrovnala na turnajích velké čtyřky osmifinálové maximum. Přestože proti 21leté Elině Avanesjanové prohrála ve čtvrtém kole úvodní sadu, v dalším průběhu ztratila již jen jediný game. Ani ve čtvrtfinále ji nezastavila čtvrtá hráčka žebříčku Jelena Rybakinová. Popáté tak porazila členku z Top 10 a potřetí z Top 5. Výhrou si zajistila debutový průnik do první světové desítky žebříčku WTA, v níž se stala pátou Italkou, a první od Vinciové v září 2016. V semifinále otevřené éry Roland Garros se objevila jako čtvrtá italská tenistka, po Schiavoneové, Erraniové a Trevisanové. Mezi poslední čtveřicí oplatila měsíc starou porážku z Madridu 17leté teenagerce Miře Andrejevové. Do finále open éry French Open postoupila jako třetí Italka po Schiavoneové a Erraniové. V závěrečném utkání však podlehla světové jedničce a dvojnásobné obhájkyni Ize Świątekové, na níž uhrála jen tři gamy. S Polkou nezvládla i třetí vzájemný duel. Po skončení figurovala na 7. příčce klasifikace. Po boku Sary Erraniové si zahrála i finále čtyřhry French Open, v němž nestačily na americko-český pár Coco Gauffová a Kateřina Siniaková po dvousetovém průběhu. Do Paříže Italky přicestovaly jako vítězky římského Internazionali BNL d'Italia z kategorie WTA 1000.
Po skreči Mertensové v Eastbourne zaznamenala první vůbec první kariérní výhru na trávě. V prvním semifinále na tomto povrchu jí zastavila Kasatkinová. Ve Wimbledonu poprvé v kariéře přešla přes první kolo tohoto turnaje, když na úvod soutěže porazila Španělku Sorribesovou Tormovou. V osmifinále vyřadila Madison Keysovou, přestože Američanka vedle v rozhodující sadě vedla 5–2 na gamy s výhodou dvou prolomených podání, než se zranila u utkání v koncovce skrečovala. Mezi poslední osmičkou poprvé porazila Emmu Navarrovou, které povolila jenom tři hry. Stala první Italkou v semifinále londýnského grandslamu a zajistila si debutový posun do elitní světové pětky. V semifinále se utkala s Chorvatkou Donnu Vekićovou. Délkou 2 hodiny a 51 minut se jednalo o nejdelší ženské semifinále v historii Wimbledonu, když využila třetí mečbol a zvítězila až v rozhodujícím supertiebreaku. Jako první od Sereny Williamsové v sezóně 2016 se v kalendářním roce probojovala do finále French Open i Wimbledonu. Ve finále byla nad její síly Češka Barbora Krejčíková  po třísetovém souboji.

### 2025: Double na Italian Open
Na Italian Open hrála jako šestá nasazená. Mezi poslední osmičku prošla bez ztráty setu, když porazila Sunovou, Džabúrovou a Ostapenkovou. Ve čtvrtfinále otočila utkání s Dianou Šnajderovou, když po ztrátě úvodní sady dotáhla ztrátu gamů 0–4 ve druhé. V semifinále pak zastavila americké překvapení turnaje Peyton Stearnsovou a stala se první Italkou ve finále římského podniku od Erraniové v roce 2014. V něm zdolala světovou trojku Coco Gauffovou ve dvou setech a získala tak třetí singlový titul na okruhu WTA Tour, druhý v kategorii WTA 1000 a první na antuce. Stala se druhou italskou vítězkou Italian Open, když navázala na triumf Raffaelly Reggiové z roku 1985. Bodový zisk ji zajistil návrat na kariérní maximu, když nově figurovala na 4. místě žebříčku. Následující den obhájila s Erraniovou titul z deblové soutěže po výhře nad Veronikou Kuděrmetovovou s Belgičankou Elise Mertensovou. Stala se tak 21. hráčkou otevřené éry ve finále dvouhry a čtyřhry jediného ročníku Italian Open, a šestou tenistkou zkompletovala obě trofeje. V rámci kategorii WTA 1000 to dokázala jako první od Věry Zvonarevové na Indian Wells Open 2009.

## Finále na Grand Slamu

### Ženská dvouhra: 2 (0–2)
| Stav       | rok  | turnaj      | povrch | soupeřka ve finále | výsledek      |
| ---------- | ---- | ----------- | ------ | ------------------ | ------------- |
| Finalistka | 2024 | French Open | antuka | Iga Świąteková     | 2–6, 1–6      |
| Finalistka | 2024 | Wimbledon   | tráva  | Barbora Krejčíková | 2–6, 6–2, 4–6 |

### Ženská čtyřhra: 2 (1–1)
| Stav       | rok  | turnaj      | povrch | spoluhráčka    | soupeřky ve finále                   | výsledek      |
| ---------- | ---- | ----------- | ------ | -------------- | ------------------------------------ | ------------- |
| Finalistka | 2024 | French Open | antuka | Sara Erraniová | Coco Gauffová Kateřina Siniaková     | 6–7(5–7), 3–6 |
| Vítězka    | 2025 | French Open | antuka | Sara Erraniová | Anna Danilinová Aleksandra Krunićová | 6–4, 2–6, 6–1 |

## Utkání o olympijské medaile

### Ženská čtyřhra: 1 (1 zlato)
| Stav  | rok  | místo konání   | povrch | spoluhráčka    | soupeřky ve finále                 | výsledek         |
| ----- | ---- | -------------- | ------ | -------------- | ---------------------------------- | ---------------- |
| Zlato | 2024 | Paříž, Francie | antuka | Sara Erraniová | Mirra Andrejevová Diana Šnajderová | 2–6, 6–1, [10–7] |

## Finále na okruhu WTA Tour
| Legenda                   |
| ------------------------- |
| D – dvouhra; Č – čtyřhra  |
| Grand Slam (0–2 D; 1–1 Č) |
| Olympijské hry (1–0 Č)    |
| Turnaj mistryň (0)        |
| WTA 1000 (2–1 D; 4–0 Č)   |
| WTA 500 (1–1 Č)           |
| WTA 250 (1–3 D; 2–1 Č)    |

### Dvouhra: 9 (3–6)
| Stav       | č. | datum             | turnaj                                | kategorie  | povrch    | soupeřka ve finále | výsledek      |
| ---------- | -- | ----------------- | ------------------------------------- | ---------- | --------- | ------------------ | ------------- |
| Vítězka    | 1. | 19. září 2021     | Portorož, Slovinsko                   | WTA 250    | tvrdý     | Alison Riskeová    | 7–6(7–4), 6–2 |
| Finalistka | 1. | 16. října 2022    | Kluž, Rumunsko                        | WTA 250    | tvrdý (h) | Anna Blinkovová    | 2–6, 6–3, 2–6 |
| Finalistka | 2. | 23. července 2023 | Palermo, Itálie                       | WTA 250    | antuka    | Čeng Čchin-wen     | 4–6, 6–1, 1–6 |
| Finalistka | 3. | 22. října 2023    | Monastir, Tunisko                     | WTA 250    | tvrdý     | Elise Mertensová   | 3–6, 0–6      |
| Vítězka    | 2. | 24. února 2024    | Dubaj, Spojené arabské emiráty        | WTA 1000   | tvrdý     | Anna Kalinská      | 4–6, 7–5, 7–5 |
| Finalistka | 4. | 8. června 2024    | French Open, Paříž, Francie           | Grand Slam | antuka    | Iga Świąteková     | 2–6, 1–6      |
| Finalistka | 5. | 13. července 2024 | Wimbledon, Londýn, Spojené království | Grand Slam | tráva     | Barbora Krejčíková | 2–6, 6–2, 4–6 |
| Vítězka    | 3. | 17. května 2025   | Řím, Itálie                           | WTA 1000   | antuka    | Coco Gauffová      | 6–4, 6–2      |
| Finalistka | 6. | 18. srpna 2025    | Cincinnati, Spojené státy             | WTA 1000   | tvrdý     | Iga Świąteková     | 5–7, 4–6      |

### Čtyřhra: 12 (9–3)
| Stav       | č. | datum             | turnaj                      | kategorie      | povrch    | spoluhráčka      | soupeřky ve finále                         | výsledek              |
| ---------- | -- | ----------------- | --------------------------- | -------------- | --------- | ---------------- | ------------------------------------------ | --------------------- |
| Vítězka    | 1. | 11. července 2021 | Hamburk, Německo            | WTA 250        | antuka    | Jil Teichmannová | Astra Sharmaová Rosalie van der Hoeková    | 6–0, 6–4              |
| Finalistka | 1. | 9. ledna 2022     | Melbourne, Austrálie        | WTA 250        | tvrdý     | Sara Erraniová   | Asia Muhammadová Jessica Pegulaová         | 3–6, 1–6              |
| Vítězka    | 2. | 22. října 2023    | Monastir, Tunisko           | WTA 250        | tvrdý     | Sara Erraniová   | Mai Hontamová Natalija Stevanovićová       | 2–6, 7–6(7–4), [10–6] |
| Vítězka    | 3. | 4. února 2024     | Linec, Rakousko             | WTA 500        | tvrdý (h) | Sara Erraniová   | Nicole Melichar-Martinezová Ellen Perezová | 7–5, 4–6, [10–7]      |
| Vítězka    | 4. | 16. května 2024   | Řím, Itálie                 | WTA 1000       | antuka    | Sara Erraniová   | Coco Gauffová Erin Routliffeová            | 6–3, 4–6, [10–8]      |
| Finalistka | 2. | 9. června 2024    | French Open, Paříž, Francie | Grand Slam     | antuka    | Sara Erraniová   | Coco Gauffová Kateřina Siniaková           | 6–7(5–7), 3–6         |
| Vítězka    | 5. | 4. srpna 2024     | Paříž, Francie              | Olympijské hry | antuka    | Sara Erraniová   | Mirra Andrejevová Diana Šnajderová         | 2–6, 6–1, [10–7]      |
| Vítězka    | 6. | 6. října 2024     | Peking, Čína                | WTA 1000       | tvrdý     | Sara Erraniová   | Čan Chao-čching Veronika Kuděrmetovová     | 6–4, 6–4              |
| Vítězka    | 7. | 15. února 2025    | Dauhá, Katar                | WTA 1000       | tvrdý     | Sara Erraniová   | Wu Fang-sien Ťiang Sin-jü                  | 7–5, 7–6(12–10)       |
| Vítězka    | 8. | 18. května 2025   | Řím, Itálie (2)             | WTA 1000       | antuka    | Sara Erraniová   | Veronika Kuděrmetovová Elise Mertensová    | 6–4, 7–5              |
| Vítězka    | 9. | 8. června 2025    | French Open, Paříž, Francie | Grand Slam     | antuka    | Sara Erraniová   | Anna Danilinová Aleksandra Krunićová       | 6–4, 2–6, 6–1         |
| Finalistka | 3. | 22. června 2025   | Berlín, Německo             | WTA 500        | tráva     | Sara Erraniová   | Tereza Mihalíková Olivia Nichollsová       | 6−4, 2−6, [6−10]      |

## Finále série WTA 125
| Legenda                  |
| ------------------------ |
| D – dvouhra; Č – čtyřhra |
| WTA 125 (2–2 D)          |

### Dvouhra: 4 (2–2)
| Stav       | č. | datum       | turnaj               | povrch | soupeřka ve finále   | výsledek           |
| ---------- | -- | ----------- | -------------------- | ------ | -------------------- | ------------------ |
| Finalistka | 1. | květen 2021 | Saint-Malo, Francie  | antuka | Viktorija Golubicová | 1–6, 3–6           |
| Vítězka    | 1. | červen 2021 | Bol, Chorvatsko      | antuka | Arantxa Rusová       | 6–2, 7–6(7–4)      |
| Vítězka    | 2. | květen 2023 | Florencie, Itálie    | antuka | Taylor Townsendová   | 6–3, 7–5           |
| Finalistka | 2. | červen 2023 | Makarska, Chorvatsko | antuka | Majar Šarífová       | 6–2, 6–7(6–8), 5–7 |

## Finále na okruhu ITF
| Dotace turnajů okruhu ITF | Dotace turnajů okruhu ITF |
| ------------------------- | ------------------------- |
| 100 000 $ tournaments     | 80 000 $ tournaments      |
| 75 000 $ tournaments      | 60 000 $ tournaments      |
| 50 000 $ tournaments      | 25 000 $ tournaments      |
| 15 000 $ tournaments      | 10 000 $ tournaments      |

### Dvouhra: 16 (9–7)
| Stav       | č. | datum         | turnaj                               | povrch    | soupeřka ve finále        | výsledek            |
| ---------- | -- | ------------- | ------------------------------------ | --------- | ------------------------- | ------------------- |
| Finalistka | 1. | červen 2013   | Řím, Itálie                          | antuka    | Martina Caregarová        | 2–6, 3–6            |
| Vítězka    | 1. | srpen 2013    | Locri, Itálie                        | antuka    | Jade Suvrijnová           | 6–1, 7–5            |
| Vítězka    | 2. | červenec 2014 | Viserba, Itálie                      | antuka    | Anna Remondinová          | 6–1, 6–0            |
| Finalistka | 2. | září 2014     | Telavi, Gruzie                       | antuka    | Darja Kasatkinová         | 1–6, 6–4, [7–10]    |
| Vítězka    | 3. | duben 2016    | Pula, Itálie                         | antuka    | Tessah Andrianjafitrimová | 1–0skreč            |
| Finalistka | 3. | srpen 2016    | Bad Saulgau, Německo                 | antuka    | Tamara Korpatschová       | 2–6, 3–6            |
| Finalistka | 4. | září 2016     | Mamaia, Rumunsko                     | antuka    | Jessica Pieriová          | 3–6, 4–6            |
| Finalistka | 5. | říjen 2016    | Clermont-Ferrand, Francie            | tvrdý (h) | Richèl Hogenkampová       | 4–6, 2–6            |
| Vítězka    | 4. | listopad 2016 | Valencie, Španělsko                  | antuka    | Quirine Lemoineová        | 6–1, 2–6, 6–4       |
| Vítězka    | 5. | červen 2017   | Marseille, Francie                   | antuka    | Tatjana Mariová           | 6–4, 2–6, 6–1       |
| Vítězka    | 6. | srpen 2017    | Foxhills, Velká Británie             | tvrdý     | Mihaela Buzărnescuová     | 6–4, 1–6, 6–4       |
| Finalistka | 6. | září 2018     | Bagnatica, Itálie                    | antuka    | Kaja Juvanová             | 7–6(10–8), 1–6, 5–7 |
| Vítězka    | 7. | březen 2019   | Curitiba, Brazílie                   | antuka    | Anna Bondárová            | 4–6, 6–4, 6–2       |
| Vítězka    | 8. | červen 2019   | Brescia, Itálie                      | antuka    | Diāna Marcinkevičová      | 6–2, 6–1            |
| Finalistka | 7. | listopad 2019 | Tokio, Japonsko                      | tvrdý     | Čang Šuaj                 | 3–6, 5–7            |
| Vítězka    | 9. | říjen 2022    | Les Franqueses del Vallès, Španělsko | tvrdý     | Kateryna Baindlová        | 6–4, 6–4            |

### Čtyřhra (1 titul)
| Č. | datum     | turnaj       | povrch | spoluhráčka          | poražené finalistky                      | výsledek           |
| -- | --------- | ------------ | ------ | -------------------- | ---------------------------------------- | ------------------ |
| 1. | září 2013 | Pula, Itálie | antuka | Giorgia Marchettiová | Alexandra Nancarrowová Laura Schaederová | 7–6(7–3), 7–6(7–3) |

## Finále soutěží družstev: 2 (1–1)
| Výsledek   | č. | datum a místo konání                                                                              | spoluhráčky                                                                           | soupeřky                                                                                           | skóre |
| ---------- | -- | ------------------------------------------------------------------------------------------------- | ------------------------------------------------------------------------------------- | -------------------------------------------------------------------------------------------------- | ----- |
| Finalistka | 1. | Billie Jean King Cup 2023 12. listopadu 2023 Sevilla, Španělsko tvrdý (hala), Estadio La Cartuja  | Martina Trevisanová Elisabetta Cocciarettová Lucia Bronzettiová Lucrezia Stefaniniová | Kanada                                                                                             | 0–2   |
| Finalistka | 1. | Billie Jean King Cup 2023 12. listopadu 2023 Sevilla, Španělsko tvrdý (hala), Estadio La Cartuja  | Martina Trevisanová Elisabetta Cocciarettová Lucia Bronzettiová Lucrezia Stefaniniová | Leylah Fernandezová Rebecca Marinová Eugenie Bouchardová Marina Stakusicová Gabriela Dabrowská     | 0–2   |
| Vítězka    | 1. | Billie Jean King Cup 2024 20. listopadu 2024 Malaga, Španělsko tvrdý (hala), Martin Carpena Arena | Elisabetta Cocciarettová Lucia Bronzettiová Sara Erraniová Martina Trevisanová        | Slovensko                                                                                          | 2–0   |
| Vítězka    | 1. | Billie Jean King Cup 2024 20. listopadu 2024 Malaga, Španělsko tvrdý (hala), Martin Carpena Arena | Elisabetta Cocciarettová Lucia Bronzettiová Sara Erraniová Martina Trevisanová        | Rebecca Šramková Anna Karolína Schmiedlová Viktória Hrunčáková Renáta Jamrichová Tereza Mihalíková | 2–0   |

## Chronologie výsledků na Grand Slamu

### Dvouhra
| Turnaj          | 2015 | 2016 | 2017 | 2018 | 2019    | 2020    | 2021    | 2022    | 2023    | 2024    | 2025    | SR     | V–P   |
| --------------- | ---- | ---- | ---- | ---- | ------- | ------- | ------- | ------- | ------- | ------- | ------- | ------ | ----- |
| Australian Open | A    | A    | 1Q   | 1Q   | 1Q      | 1. kolo | 1. kolo | 1. kolo | 1. kolo | 4. kolo | 3. kolo | 0 / 6  | 5–6   |
| French Open     | A    | A    | 1Q   | 1Q   | 1. kolo | 2. kolo | 2. kolo | 1. kolo | 2. kolo | F       | 4. kolo | 0 / 7  | 12–7  |
| Wimbledon       | A    | A    | 2Q   | 1Q   | 1Q      | NH      | 1. kolo | 1. kolo | 1. kolo | F       | 2. kolo | 0 / 5  | 7–5   |
| US Open         | A    | A    | 2Q   | 2Q   | 2Q      | 1. kolo | 2. kolo | 1. kolo | 1. kolo | 4. kolo |         | 0 / 5  | 4–5   |
| výhry–prohry    | 0–0  | 0–0  | 0–0  | 0–0  | 0–1     | 1–3     | 2–4     | 0–4     | 1–4     | 18–4    | 5–2     | 0 / 22 | 27–22 |

### Čtyřhra
| Turnaj!Turnaj   | 2015 | 2016 | 2017 | 2018 | 2019 | 2020    | 2021    | 2022    | 2023    | 2024    | 2025    | SR     | V–P   |
| --------------- | ---- | ---- | ---- | ---- | ---- | ------- | ------- | ------- | ------- | ------- | ------- | ------ | ----- |
| Australian Open | A    | A    | A    | A    | A    | A       | 3. kolo | 2. kolo | 1. kolo | 3. kolo | 2. kolo | 0 / 5  | 6–5   |
| French Open     | A    | A    | A    | A    | A    | 1. kolo | 1. kolo | 1. kolo | 2. kolo | F       | Vítěz   | 1 / 6  | 13–5  |
| Wimbledon       | A    | A    | A    | A    | A    | NH      | A       | 1. kolo | 1. kolo | 3. kolo | 2. kolo | 0 / 4  | 3–4   |
| US Open         | A    | A    | A    | A    | A    | A       | 1. kolo | A       | 1. kolo | 2. kolo |         | 0 / 3  | 1–3   |
| výhry–prohry    | 0–0  | 0–0  | 0–0  | 0–0  | 0–0  | 1–1     | 2–3     | 1–3     | 1–4     | 10–4    | 8–2     | 1 / 18 | 23–17 |

| Legenda | Legenda                                   | Legenda | Legenda                     |
| ------- | ----------------------------------------- | ------- | --------------------------- |
| SR      | poměr vyhraných turnajů ku všem odehraným | W–L V–P | výhry–prohry                |
| NH      | daný rok se turnaj nekonal                | A       | turnaje se hráč nezúčastnil |
| Q1 / 1Q | prohra v kole kvalifikace                 | 1k / 1R | prohra v daném kole turnaje |
| ČF / QF | prohra ve čtvrtfinále                     | SF      | prohra v semifinále         |
| F       | prohra ve finále                          | Vítěz   | vítězství v turnaji         |